# Второй Городской театр (Киев)
Второй Городской театр в Киеве был построен в 1856 году по проекту архитектора И. В. Штрома и утрачен в результате пожара в 1896 году.
К концу 1840-х годов здание первого киевского Городского театра обветшало, и появилась необходимость в постройке нового театра. В апреле 1850 года проект строительства нового здания Городского театра был утверждён императором Николаем I. Место для театра было выбрано на пересечении улиц Владимирской и Кадетской (ныне Богдана Хмельницкого). Площадь, на которой построен театр, получила название Театральной. Театр открылся 2 октября 1856 года. Зал его имел 4 яруса лож и вмещал 850 или 970 зрителей. Здание театра современники называли достижением архитектурного искусства. Н. В. Закревский в «Описании Киева» (1868) писал, что «фасад привлекает простотой и грациозностью и утончённостью своей он является украшением города», газета «Киевский телеграф» отмечала большой размер и удобство зала.
После открытия в театре выступали русские и польские драматические труппы — Т. Борковского (1858—1863), Н. К. Милославского (1864—1865), Н. Новикова (1865—1866), П. Протасова (1863—1864, 1866—1867). В 1863—1865 годах выступала итальянская опера Ф. Бергера, а в 1867 организована и 27 октября официально открылась Русская опера. С этой даты Городской театр стал первым на Украине оперным театром, но в нём продолжали выступать и драматические коллективы. Здесь в 1874 году впервые осуществлена профессиональная постановка оперы Н. В. Лысенко «Рождественская ночь». В 1882 году выступала украинская труппа М. Л. Кропивницкого, прошли бенефисы Кропивницкого (24 января) и Н. К. Садовского (2 февраля). Также выступали русские актёры М. Н. Ермолова (1878), А. П. Ленский (1873, 1878), М. М. Глебова (1876, 1878, 1879), М. Г. Савина (1877, 1879, 1881), С. В. Яблочкина (1878), Г. Н. Федотова (1873, 1879), П. А. Стрепетова (1878). Гастролировали зарубежные актёры: из США — А. Олдридж (1861), итальянские — А. Ристори (1871), Э. Росси (1878, 1890, 1896), Э. Дузе (1891), французские — С. Бернар (1881), Б.-К. Коклен (1882, 1889), немецкие — Л. Барнай (1886), Э. фон Поссарт.
Пятого февраля 1896 года, в последний день сезона, театр сгорел. На его месте в 1897—1901 году построено современное здание Национальной оперы Украины.